# کوسمین
کوسمین (به لهستانی:  Kosemin) یک روستا در لهستان است که در گمینا زاویز واقع شده‌است. کوسمین  ۲۹۰ نفر جمعیت دارد.